# Tegs SK
Tegs SK är en idrottsförening från Umeå som grundades 1898. Klubben är aktiv inom ishockey, fotboll och orientering. Klubbens fotbollssektion slogs 1987 samman med fotbollssektionen i Sandåkerns SK till Umeå FC men föreningen har numera åter fotboll på programmet. Herrlaget spelar år 2010 i division 2.
Säsongen 1967/1968 spelade Tegs SK i Sveriges högsta division i ishockey. Säsongen 2004/2005 spelade Tegs SK i Allsvenskan i ishockey för herrar. Herrlaget i ishockey spelade säsongen 2007/2008 i division 2. Säsongen 2009/2010 kvalade man upp från division 2 till division 1 där man spelar säsongen 2010/2011. Säsongen 2018/2019 spelar man fortfarande i Hockeyettan, som serien numera heter.
Klubben har genom åren bara haft en herrsektion men valde att under våren 2007 ta in ett damlag. Tjejer från bland annat Umeå Södra FF började spela för Tegs SK i division 5, och slutade sist i serien med noll poäng och en målskillnad på 6-99 på 15 matcher. Många av tjejerna hade dock aldrig spelat klubbfotboll tidigare.
2015 övergick Tegs SK:s A-lagsverksamhet i fotboll över till Team TG FF genom utbrytningen Tegs SK FF. Teg startade dock om med A-lag redan 2016 och inför 2017 tog Suhail Ghebil över tränarposten i Teg. 2018 är Tegs SK tillbaka i division IV efter att ha besegrat Burträsk i kval.
Från och med hösten 2015 är Tegs SK en alliansförening. Efter ombildningen är dess medlemsklubbar Tegs SK Hockey, Tegs SK Hockey Ungdom och Tegs SK Fotboll.

## Säsonger i ishockey
Teg dyker på i resultatlistorna för säsongen 1947/48 när man spelar Norrländska mästerskapet (NM). Mästerskapet bestod av fyra lag som normalt vunnit varsin lokal serie och på det sättet kvalificerat sig. Teg deltar i NM fram till 1952 och 1951 spelar man final mot Piteå.
| Säsong    | Division          | Placering | Kvalserie, upp/nerflyttning              |
| --------- | ----------------- | --------- | ---------------------------------------- |
| 1947/1948 |                   |           | NM: Utslagna av Piteå i semifinalen      |
| 1948/1949 | Södra Norrländska | 1         | NM: Utslagna av Skellefteå i semifinalen |
| 1949/1950 | Södra Norrländska | 1         | NM: Utslagna av Piteå i semifinalen      |
| 1950/1951 | Södra Norrländska | 1         | NM: Förlorar mot Piteå i finalen         |
| 1951/1952 | Södra Norrländska | 2         |                                          |

1952-1954 saknas man i resultatlistorna och när man återkommer 1954 så spelar man i det nationella seriesystemets Division II Norra B. Där spelar man till 1959 då man åker ner i Division III under ett par säsonger. Man återkommer 1961 och håller sig i sin series mitt eller nedre del i flera år tills man 1966 istället vinner den. Dock slås man ut i kvalet till högre divisioner, men får en ny chans säsongen därpå och då tar man den. Säsongen 1967/68 spelar man i seriesystemets högsta division och placerar sig på en sjundeplats. Det räcker dock inte för att få spela kvar och säsongen därpå spelar man återigen i Division II. Nu är man ett topplag och placerar sig högt i tabellen varje år. På många sätt är detta klubbens storhetstid.
| Säsong    | Division                         | Placering | Kvalserie m.m.                      |
| --------- | -------------------------------- | --------- | ----------------------------------- |
| 1954/1955 | Division II Norra B              | 5         |                                     |
| 1955/1956 | Division II Södra Norrländskan   | 3         |                                     |
| 1956/1957 | Division II Norra B              | 3         |                                     |
| 1957/1958 | Division II Norra B              | 4         |                                     |
| 1958/1959 | Division II Norra B              | 7         | nerflyttade                         |
| 1959/1960 | Division III Södra Nordsvenska A | 2         |                                     |
| 1960/1961 | Division III Södra Nordsvenska A | 1         | 1:a i kvalserien, uppflyttade       |
| 1961/1962 | Division II Norra B              | 6         |                                     |
| 1962/1963 | Division II Norra B              | 7         |                                     |
| 1963/1964 | Division II Norra B              | 7         |                                     |
| 1964/1965 | Division II Norra B              | 5         |                                     |
| 1965/1966 | Division II Norra B              | 1         | 3:a i norra kvalserien              |
| 1966/1967 | Division II Norra B              | 1         | 2:a i norra kvalserien, uppflyttade |
| 1967/1968 | Division I Norra                 | 7         | nerflyttade                         |
| 1968/1969 | Division II Norra B              | 2         |                                     |
| 1969/1970 | Division II Norra B              | 2         |                                     |
| 1970/1971 | Division II Norra B              | 2         |                                     |
| 1971/1972 | Division II Norra B              | 1         | 3:a i kvalserien                    |
| 1972/1973 | Division II Norra B              | 2         |                                     |
| 1973/1974 | Division II Norra B              | 3         |                                     |
| 1974/1975 | Division II Norra A              | 4         |                                     |

Till säsongen 1975/76 sker en stor omläggning av seriesystemet och Elitserien bildas som högsta ligan inom svensk ishockey. Andraligan får namnet Division I och Teg kvalificerar sig redan första säsongen. Den nya serierna har inte lika många lag, det är svårare att nå topplaceringar och 1979 åker man ur serien och får spela i Division II (som nu är tredjes högsta divisionen). Säsongen 1982/83 införs en slutspelsserie som kallas Allsvenskan dit de två bästa lagen från varje division I-serie är kvalificerade. Övriga lag spelar i fortsättningsserien. Teg når inte spel i Allsvenskan och 1987 går det inte bra i fortsättningsserien heller. Från och med 1989 blir det mest spel i Division II. Några gästspel blir det i Division I, men man placerar sig alltid sist och återkommer snart till Division II igen.
| Säsong    | Division             | Placering | Vårserie                               | Kvalserie, upp/nerflyttning      |
| --------- | -------------------- | --------- | -------------------------------------- | -------------------------------- |
| 1975/1976 | Division I Norra     | 7         |                                        |                                  |
| 1976/1977 | Division I Norra     | 8         |                                        |                                  |
| 1977/1978 | Division I Norra     | 7         |                                        |                                  |
| 1978/1979 | Division I Norra     | 9         |                                        | nerflyttade                      |
| 1979/1980 | Division II Norra A2 | 3         |                                        |                                  |
| 1980/1981 | Division II Norra A2 | 2         | 1:a i kvalserien                       | uppflyttade                      |
| 1981/1982 | Division I Norra     | 6         |                                        |                                  |
| 1982/1983 | Division I Norra     | 8         | 5:a i fortsättningsserien              |                                  |
| 1983/1984 | Division I Norra     | 8         | 4:a i fortsättningsserien              |                                  |
| 1984/1985 | Division I Norra     | 5         | 4:a i fortsättningsserien              |                                  |
| 1985/1986 | Division I Norra     | 5         | 4:a i fortsättningsserien              |                                  |
| 1986/1987 | Division I Norra     | 10        | 8:a i fortsättningsserien              | 1:a i kvalserien                 |
| 1987/1988 | Division I Norra     | 10        | 8:a i fortsättningsserien              | nerflyttade                      |
| 1988/1989 | Division II Norra A  | 1         | Playoff: Utslagna av Heffners/Ortviken |                                  |
| 1989/1990 | Division II Norra A  | 1         | Playoff: Besegrar Njurunda             | 3:a i kvalserien                 |
| 1990/1991 | Division II Norra B  | 1         | Playoff: Besegrar Lycksele             | 2:a i kvalserien, uppflyttade    |
| 1991/1992 | Division I Norra     | 10        | 7:a i fortsättningsserien              | 2:a i kvalserien                 |
| 1992/1993 | Division I Norra     | 10        | 8:a i fortsättningsserien              | nerflyttade                      |
| 1993/1994 | Division II Norra A  | 1         | Playoff: Besegrar Örnsköldsviks SK     | 4:a i kvalserien                 |
| 1994/1995 | Division II Norra A  | 2         |                                        |                                  |
| 1995/1996 | Division II Norra A  | 1         | Playoff: Besegrar Njurunda             | 2:a i kvalserien, uppflyttade    |
| 1996/1997 | Division I Norra     | 10        | 8:a i fortsättningsserien              | nerflyttade                      |
| 1997/1998 | Division II Norra A  | 1         | Playoff: Besegrar Kovland              | 5:a i kvalserien                 |
| 1998/1999 | Division II Norra A  | 1         | Playoff: Utslagna av KB 65             | Kvalificerade för nya Division 1 |

Nästa serieomläggning sker 1999 när Allsvenskan skapas. Då återkommer Teg till Division 1, men det är nu tredje högsta divisionen i seriesystemet. Här spelar de bästa lagen i Allettan efter jul, medan de lag som inte kvalificerat sig spelar i fortsättnings- /vårserien. Teg tar sig till Allettan 2002/03, 2012/13, 2019/20 och 2020/21. Åren 2003-05 spelar man i Allsvenskan och åren 2007–2010 spelar man i Division 2.
| Säsong    | Division           | Placering | Vårserie                          | Kval/Playoff                                                   |
| --------- | ------------------ | --------- | --------------------------------- | -------------------------------------------------------------- |
| 1999/2000 | Division 1 Norra A | 2         |                                   | 3:a i kvalserien till Allsvenskan.                             |
| 2000/2001 | Division 1 Norra A | 2         | Playoff: Utslagna av Örnsköldsvik |                                                                |
| 2001/2002 | Division 1 Norra A | 1         |                                   | Förkval: Besegrar Östersund, 6:a i kvalserien till Allsvenskan |
| 2002/2003 | Division 1 Norra A | 2         | 1:a i Allettan Norra              | 2:a i Kvalserien till Allsvenskan, uppflyttade                 |
| 2003/2004 | Allsvenskan Norra  | 11        | 8:a i vårserien                   | 2:a i kvalserien till Allsvenskan                              |
| 2004/2005 | Allsvenskan Norra  | 10        | 7:a i vårserien                   | nerflyttade                                                    |
| 2005/2006 | Division 1A        | 5         | 2:a i vårserien                   |                                                                |
| 2006/2007 | Division 1A        | 4         | 1:a i vårserien                   |                                                                |
| 2007/2008 | Division 2 Norra B | 2         |                                   |                                                                |
| 2008/2009 | Division 2 Norra B | 2         |                                   | Playoff: Besegrar Vindeln, utslagna av Bjurfors.               |
| 2009/2010 | Division 2 Norra B | 1         |                                   | 3:a i kvalserie A till Division 1, uppflyttade.                |
| 2010/2011 | Division 1A        | 5         | 1:a i fortsättningsserien         | Playoff: Utslagna av Hudiksvall                                |
| 2011/2012 | Division 1A        | 5         | 2:a i fortsättningsserien         |                                                                |
| 2012/2013 | Division 1A        | 4         | 6:a i Allettan Norra              |                                                                |
| 2013/2014 | Division 1 Norra   | 5         |                                   | Playoff: Utslagna av Östersund                                 |
| 2014/2015 | Hockeyettan Norra  | 7         | 4:a i vårserien                   |                                                                |
| 2015/2016 | Hockeyettan Norra  | 9         | 4:a i vårserien                   |                                                                |
| 2016/2017 | Hockeyettan Norra  | 10        | 3:a i vårserien                   |                                                                |
| 2017/2018 | Hockeyettan Norra  | 11        | 5:a i vårserien                   |                                                                |
| 2018/2019 | Hockeyettan Norra  | 8         | 1:a i Vårettan Norra              | Playoff: Utslagna av Piteå                                     |
| 2019/2020 | Hockeyettan Norra  | 3         | 8:a I Allettan Norra              | Playoff: Utslagna av Boden                                     |
| 2020/2021 | Hockeyettan Norra  | 3         | 4:a i Allettan Norra              | Slutspel: Utslagna av Troja                                    |
| 2021/2022 | Hockeyettan Norra  | 7         | 2:a i Vårettan Norra              | Play in: Utslagna av Wings                                     |
| 2022/2023 | Hockeyettan Norra  | 6         | 5:a i Vårettan Norra              | [ a ]                                                          |

Anmärkningar
1. ↑  Efter färdigspelad säsong beslutade ishockeyförbundets licensnämnd att inte ge Tegs SK elitlicens för kommande säsong. Laget flyttas därför ner till Hockeytvåan.[19]